# Plavák
Plavák je méně obvyklé zbarvení koně, ovlivněné jeho genovou výbavou.

## Dědičnost a změny zbarvení
Zbarvení koně je dáno genovou výbavou, kterou získává od obou svých rodičů. Mnohdy se vyvíjí stářím zvířete a mění se lehce i na zimu.

## Popis barvy kůže
Je určena množstvím pigmentu v kůži. Kůň s tímto zbarvením má kůži černou. Tmavou spodní část nohou,srst má krémovou,žlutou nebo béžovou barvu a hříva s ohonem jsou tmavě hnědá až černá. Pysk má taky tmavý. Většina koní s tímto zbarvením má i úhoří pruh, dědictví po tarpanu či koních Přewalského.

## Příklady plemen
- achaltekinský kůň
- kůň Kinský
- český teplokrevník
- fjordský kůň
- kůň Převalského